# Schulenburg (Itzehoe)

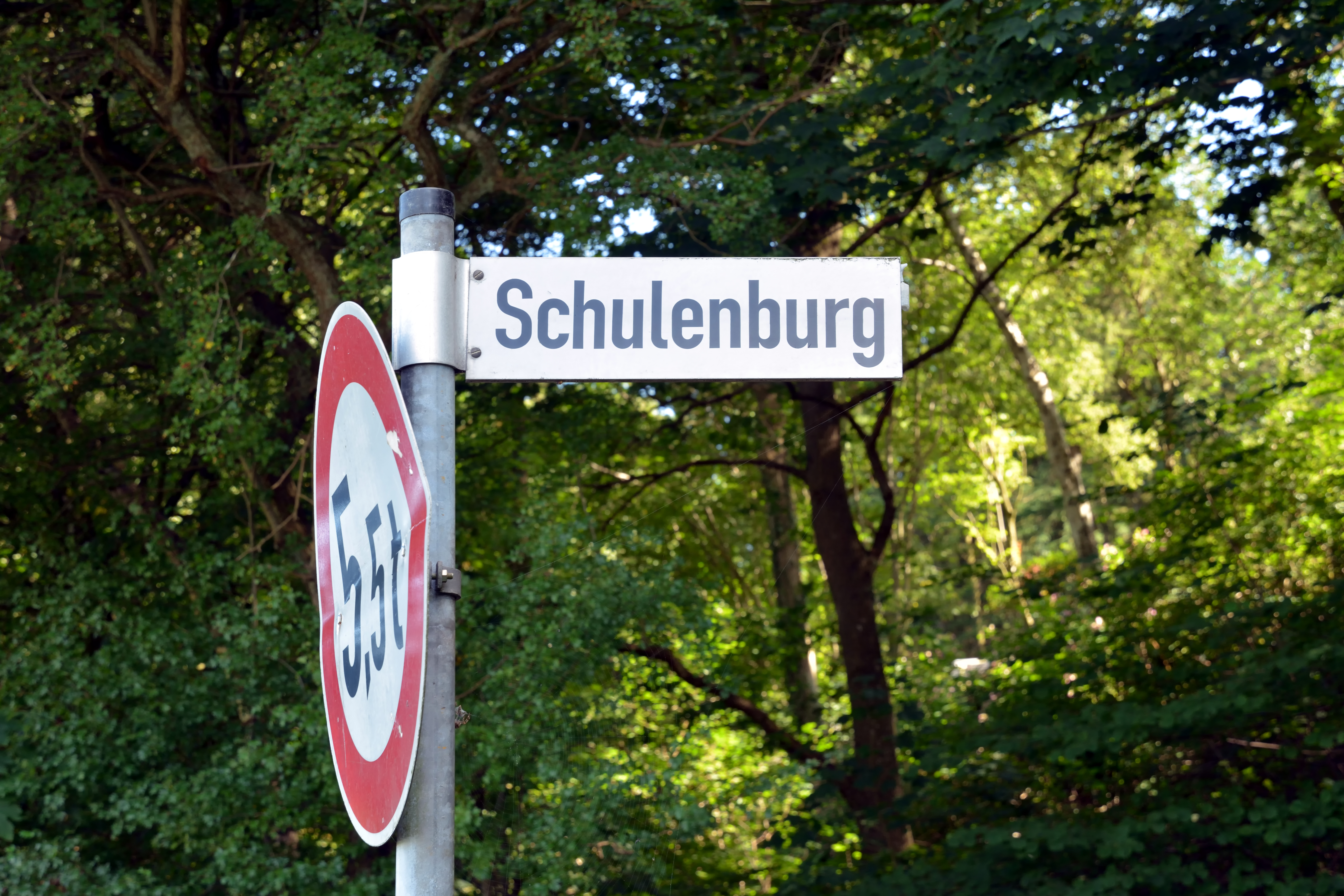
Straßenschild in Itzehoe

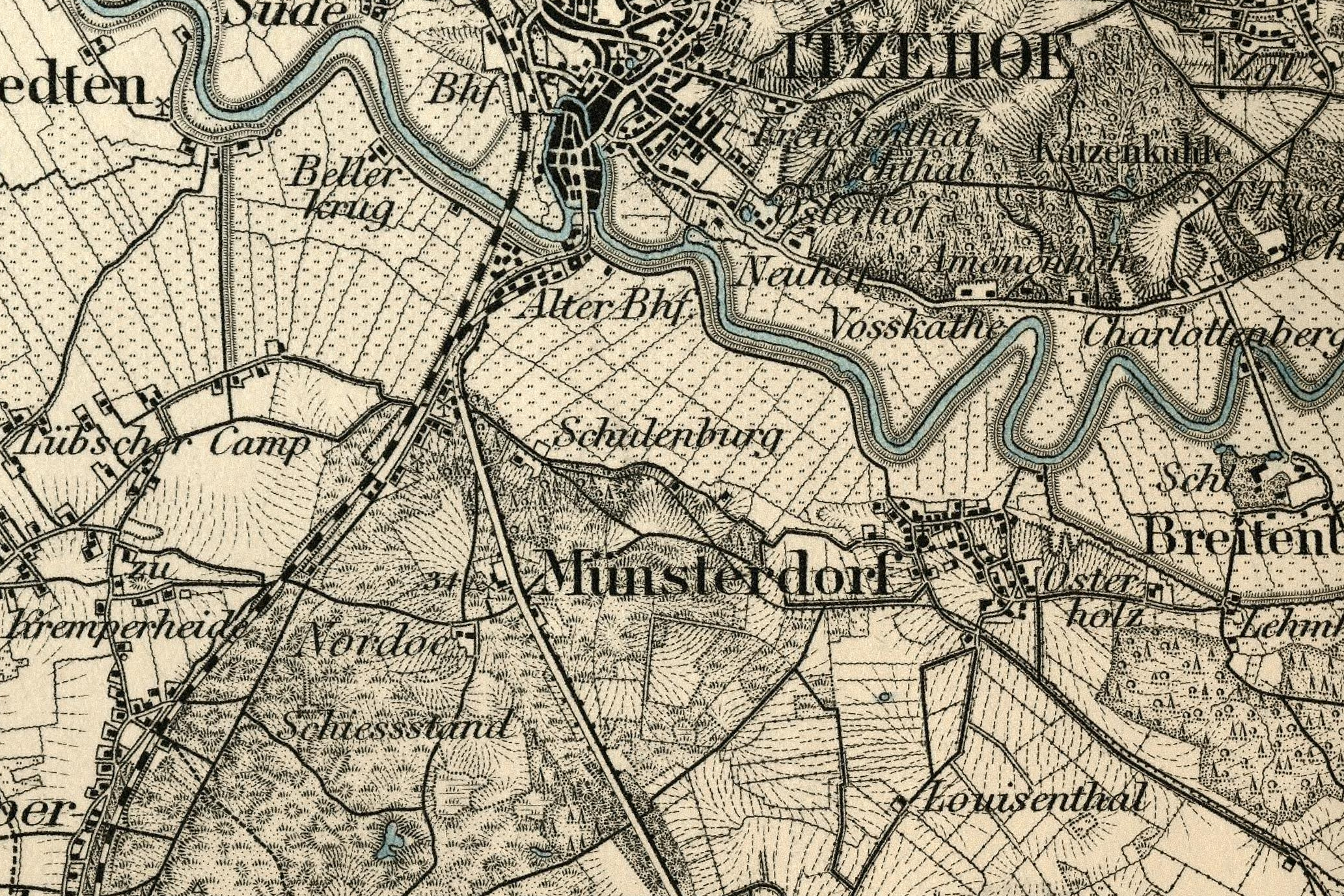
Karte von 1893

Die Schulenburg in Itzehoe war ein urkundlich erstmals 1335 erwähnter Hof (lat. curia ... Sculenborch) der Adelsfamilie Schulenburg (nd. Schulenborch).
Der Hof befand sich südlich der Burg Itzehoe auf der Störinsel, gehörte aber weder zum Burgbezirk, in dem Burgrecht galt, noch zum Stadtrechtsgebiet, das unter Stadtjurisdiktion stand. Hierdurch kam es immer wieder zu Problemen bei der Verfolgung von Straftaten. 1358 konnte der Rat der Stadt Itzehoe den Hof erwerben, womit er unter Stadtjurisdiktion kam.
Nicht zu verwechseln ist der Hof mit dem nordöstlich der Störinsel gelegenen Helle-Hof, der im 14. Jahrhundert dem Ritter Johannes Schulenburg gehörte. Dieser unterfiel ebenfalls nicht der Stadtjurisdiktion. Als das Kloster Itzehoe den Helle-Hof 1368 von Johannes Schulenburg erwarb, erwarb es damit zugleich eigene Jurisdiktion.
Südlich der Störinsel in Richtung Münsterdorfer Geestinsel gab es zudem einen Hof mit viel Ackerland, der „To der Schulenborch“ hieß. 1427 kauften mehrere Ratsmitglieder den Hof von dem Knappen Dietrich Höken. Die urkundlichen Erwähnungen aus dem 16. Jahrhundert („...achker uppe der Schulenborch...“ und „...achte stucke geistlandes uffn Kuelenkampe in der Schulenborch...“) scheinen sich auf diese Ländereien zu beziehen.
Heute ist „Schulenburg“ nur noch der Name einer am Fuße der Münsterdorfer Geestinsel gelegenen Straße in Itzehoe sowie der Flurname ihrer Umgebung.